# Георге Плађино
Букурешт
Георге Александру Плађино (рум. Gheorghe Alexandru Plagino, Плагинешти данас Думбравени, Сибињ 16. новембар 1879. — Букурешт, 3. мај 1949) је бивши румунски спортиста, који се бавио стрељаштвом.
Плађино је био први румунски учесник Олимпијских игара. 1. децембра 1908 постао је члан међународног олимпијског комитета. Године 1934. постао је први председник румунске спортске федерације и председник УФСР (спортски савез Румуније) између 1933 и 1940.
Учествовао је на 2. Летњим олимпијским играма 1900. одржаним у Паризу, првим на којима су учествовали представници Румуније. Такмичио се у стрељаштву у дисциплини трап. Од 31 учесника у тој дисциплини Плађино је поделио 13/14 место са резултатом од 11 погодака.